# Битка на Козари
Битка на Козари једна је од најкрвавијих партизанских битака током Народноослободилачког рата у Југославији. Битку је водио Други крајишки партизански одред против надмоћнијих њемачких и усташко-домобранских здружених снага од 10. јуна до 17. јула 1942. у сјеверозападној Босни, на планини Козари за вријеме противпартизанске операције Западна Босна (њем. Operation West-Bosnien).
Циљ ове операције био је уништење Другог крајишког партизанског одреда и становништва које га је подржавало. Током борбених дејстава осовинске снаге су опколиле око 3.500 партизана из Другог крајишког одреда, као и око 80.000 српских избјеглица, које су од усташког терора побјегле у планину. Однос снага између нападача и браниоца био је 9:1. Почетком јула стање окружених постало је критично и сваким даном било је све теже. Партизански батаљони и избјеглице, изузетно исцрпљени након двадесет дана непрекидне борбе, били су стиснути на ограниченом простору и изложени сталном артиљеријском гранатирању и ударима противничке авијације. Стање је погоршала све већа несташица хране и лијекова. Када је запријетило пресјецање одреда на дијелове, одлучено је да се крене у пробој. У ноћи са 3/4. јул и 4/5. јул 1942, дио партизана и око 10.000 избјеглица побјегао је из окружења. Ујутру је непријатељ поново затворио обруч. Партизани који су остали у окружењу подијелили су се у мање групе, покушавајући да се сакрију у шуму или да пробију непријатељске баријере. У периоду од 5. до 30. јула њемачке и хрватске трупе систематски су чешљале Козару и сусједну Просару, вршећи масовна убиства заробљеног становништва, рањених и заробљених партизана, а преостали су одвожени у концентрационе логоре.
На Козари су Вермахт и усташки режим по први пут од окупације Југославије у Другом свјетском рату примијенили систематско чишћење територије од српског живља. Депортовано је на десетине хиљада српских цивила: највећи дио у њемачке и хрватске концентрационе логоре у Земуну, Старој Градишкој и Јасеновцу, док је мањи број одређен за насељавање у Славонију. Поред тога, радно способне жене су послате у Нацистичку Њемачку, а мушкарци на сјевер окупиране Норвешке. Дјеца депортованих и убијених родитеља су послата у логоре за дјецу (Јастребарско и Сисак), гдје су многи од њих умрли.
Током њемачко-хрватске противпартизанске операције на Козари у периоду од 10. јула до 30. јула 1942, убијено је око 20 хиљада становника Козаре и Подкозарја, а депортовано 68.600 људи, укључујући 23.500 дјеце. Од тога се 35 хиљада људи никада није вратило на Козару, укључујући 11 хиљада дјеце млађе од 14 година.
Козара је у југословенској историографији постала симбол отпора, храбрости и страдања.

## Географски положај
Козара се налази у Босанској Крајини и представља планински вијенац који се протеже од сјеверозапада ка југоистоку у дужини од 70 км и ширини од 20 до 30 км. Границе Козаре су ријеке Уна, Сава, Врбас, Сана и Гомјеница. Високи дио гребена чини планина Козара, а ниски Поткозарје. Средишњи дио Козаре се простире од Кнешпоља до Бање Луке на надморској висини 500—978 м. Овдашњи крај је скоро пуст, обрастао шумама са дубоким котлинама међу стрмим падинама планина и са великим бројем избора и потока. Површина Козаре је око 2.500 км², а на њеном простору се налази 7 општина: Бања Лука, Градишка, Костајница, Козарска Дубица, Лакташи, Нови Град и Приједор. Већина становништва Козаре и Поткозарја, око 70%, чинили су Срби. Козара се налази у непосредној близини комуникационих линија које повезују исток и запад Балкана: путева и жељезница, као и пловног пута уз ријеку Саву, који повезује Загреб са Београдом. То је одредило стратешки значај регије за њемачку команду.

## Предисторија
У априлу 1941. Југославију су окупирале и између себе подијелиле Њемачка, Италија, Мађарска и Бугарска. Подручје Козаре заједно са Босанском Крајином укључено је у Независну Државу Хрватску. Од краја априла 1941. оружане усташке групе су почеле да врше покоље над Србима у мјестима у којима су чинили већину становништва. Антисрпска политика и терор хрватских власти, који је угрозио сам опстанак српског становништва, приморао је значај дио Срба да се у периоду прољеће—љето 1941. наоружа и супротстави усташком режиму. Срби су чинили основну противусташких и противокупационих покрета који су почели да се развијају на територији НДХ. У овим условима на Козари су се почеле организовати устаничке самоодбрамбене снаге, из којих су убрзо образовани партизански одреди, под командом доктора Младена Стојановића, који су дејствовали против усташких трупа. Шуме и планине Козаре постале су жариште партизанског отпора. У периоду од 24. до 27. новембра 1941, њемачки и хрватске трупе су овдје предузеле прву велику противпартизанску операцију под кодним називом „Козара” (други назив „Приједор”), која је имала ограничене војне резултате. Истовремено, операција је била праћена усташким покољима мирног српског становништва и није довела до дугорочног „смирења”, већ до немира у регији.
Крајем 1941. широм Босанске Крајине проширила се оружана побуна. Према ријечима представника Вермахта у Хрватској, генерала Едмунда Глеза фон Хорстенауа, на подручју Козаре, Јајца и Бање Луке организовано је више малих „совјетских република” (слободне партизанске територије). Према оцјени команданта њемачких трупа у Србији, генерала Паула Бадера, активност партизана је овдје значајно порасла, па је било неопходно да окупационе власти што прије врате контролу над Козаром како би сачували војне и економске интересе Њемачке и првенствено обновити експлоатацију жељезне руде у Љубији, код Приједора. Имајући то у виду, на конференцији представника њемачке, италијанске и хрватске команде, одржаној у Штабу италијанске 2. армије у Опатији 2—3. марта 1942, одлучено је да се спроведе велика акција непосредно по завршетку операције „Трио” с циљем уништења партизана у западној Босни.

## Припрема, план противпартизанске операције и снаге противника
Командант њемачких трупа на Југоистоку генерал инжињерске војске Валтер Кунце наложио је 20. маја 1942. генералу Бадеру да средином јуна изведе операцију „чишћења и пацификације” западнобосанске регије под називом „Запада Босна” (њем. Westbosnien) снагама њемачко-хрватске борбене групе под њемачком командом. Генерал Бадер је 23. маја издао наређење да се образује борбена група Западна Босна, коју ће предводити командант 714. пјешадијске дивизије генерал-мајор Фридрих Штал с циљем враћања регије Западне Босне под контролу НДХ, која се налазила сјеверно од демаркационе линије и тиме коначно обезбједе сигурну експлоатацију рудника гвоздене руде на подручју Приједора.
Операција је за циљ имала уништење Другог крајишког партизанског одреда, а план операција се знатно разликовао од дотадашњих и предстојећих противпартизанских акција Вермахта у окупираној Југославији. Овога пута замисао је била да се партизанима одузме база за попуну и снабдијевање због масовне депортација готово цјелокупног становништва Козаре у друге крајеве Хрватске, осим ако нису „нису осумњичени да припадају бандама”. Умјесто њих, планирано је пресељење лојалних Хрвата — католика и муслимана — дуж главних линија комуникације.
Генерал Штал је 4. јуна 1942. издао наређење за извођење операције опкољавања и уништавања партизана у западној Босни, којим је објавио да лично преузима оперативну команду над укљученим хрватским јединицама и извршну власт на оперативну подручју, ограниченом на сјеверу ријеком Савом, на западу ријеком Уном, на југу демаркационом линијом и на истоку ријеком Врбас. Сарадња с мјесним власти требало је да се одвије преко надлежног министарства унутрашњих послова НДХ у оперативном штабу „Западна Босна”. Наредбом генерала Штала утврђена су правила поступања са заробљеним партизанима и цивилном становништвом у зони операције. Лица која су пружала отпор њемачким или хрватским трупама, ухваћена с оружјем у рукама, а помагала су партизанима, била су стријељана. Они који су се добровољно предали, као и сумњива лица, требало је послати у концентрационе логоре.
Кључни задатак операције био је темељно прочешљавање шумског подручја Козаре — најважнијег уточишта западнобосанских партизана. Оперативни план израђен у штабу борбене групе Западна Босна, предвиђао је двије етапе његове реализације. У првој етапи било је потребно брзим продором трупа са подручја Бање Луке и Босанског Новог у правцу Приједора одсјећи Други крајишки партизански одред од осталих партизанских снага Босанске Крајине. Након тога, око њега је требало поставити баријере: оперативна група „Исток” — на линији Босанска Градишка — Ивањска, „Сјевер” — лијевом обалом ријеке Саве од Старе Градишке до Јасеновца, „Запад” — дуж ријеке Уне између Босанског Новог и Босанска Костајнице и „Југ” — на линији комуникације Ивањска — Приједор — Босански Нови. Тада је 1. брдска пјешадијска домобранска дивизија требала прећи у офанзиву с линије Босански Нови — Босанска Костајница и, крећући се на исток, потиснути Други крајишки партизански одред на Козару, сабити обруч око њега и уништити заједничком концентричном офанзивом свих снага укључених у операцију. У другој етапи планирано је рашчишћавање простора у доњим токовима Сане и Уне и западно од комуникационе линије Босанска Дубица — Приједор — Сански Мост.
Образовање борбене групе „Западна Босна” било је отежано због недостатка резерви у њемачким окупационим снагама у Србији. Осим тога, након операције у источној Босни, трупе су биле потребне да би се осигурала контрола над територијама које су недавно преузете од побуњеника, а помоћ Италијана је искључена, јер је након операције Трио сарадња између команде Југоисток и 2. армије била практично прекинута. У овим условима, до 10. јуна у састав борбене групе „Западне Босне” ушле су: домобранске 1, 2. и 3. брдска пјешадијска бригада, њемачки 3. пјешадијски батаљон, један њемачки територијални заштитни батаљон (њем. Landesschützenbataillon) и четири артиљеријске батерије. Ваздушну подршку пружала је посебно основана авијацијска команда „Западна Босна”. У операцији су били укључени и ријечни монитори мађарске Дунавске флотиле, предвиђене за дејствовање на дионици ријеке Саве.
Алтернативни подаци о саставу борбене групе изнијети су у југословенском извору. Дакле, од 6. јуна 1942. у саставу оперативне групе „Западна Босна” били су: 721. пјешадијски пук 714. пјешадијске дивизије (без 1. батаљона) — 1900 припадника, 661. артиљеријски батаљон (без 4. батерије) 714. пјешадијске дивизије, 1. батерија 750. пјешадијског пука 718. пјешадијске дивизије, 1. батаљон 202. тенковског пука (без 1. чете), 3. чета 659. инжињерског батаљона, вод брдских оруђа 670. артиљеријског дивизиона 717. пјешадијске дивизије, 924. територијални заштитни батаљон, монитори мађарске Дунавске флотиле и 1. оклопни воз. Укупно 4883 припадника. Поред њих, борбеној групи су 5. јуна потчињене усташко-домобранске јединице: 1. горска пјешадијска дивизија од 4888 припадника, 3. горска пјешадијска бригада од 3432 припадника, 4. бањалучка бригада од 5609 припадника, авиогрупа „Ценић” и низ других јединица. Укупно 17.917 припадника.
Овим снагама њемачко-хрватске операција супротставио се Други крајишки партизански одред од 3500 припадника, који се састојао од 5 батаљона. Јединице одреда биле су распоређена дуж окружне линије комуникације Бања Лука — Приједор — Босански Нови — Босанска Костајница — Босанска Дубица — Босанска Градишка — Бања Лука. Непосредно прије почетка операције, команда одреда је добила информације које су указивале на припрему Нијемаца за офанзиву, али није могла да процијени размјере планиране акције и снагу противника. Усљед тога, штаб одреда се опредијелио за тврдоглаву одбрану Козаре и становништва које је бјежало од терора Нијемаца и усташа.

## Периодизација битке

### Опште информације
Историографија на тему садржи различите податке о периоду и трајању битке на Козари. Период битке одређен је временом операције „Западна Босна” од 10. јуна до 17. јула 1942. или од 10. јуна до 15. јула 1942. године. Такође, трајање битке рачуна се на 27 дана од почетка њемачко-хрватске офанзиве до пробијања дијела Другог крајишког партизанског одреда из обруча или 50 дана од 10. јуна до 30. јула 1942. до завршетка циклуса противпартизанских акција на овим просторима.
Књижевни извори на ову тему наводе различите датуме њемачко-хрватске операције „Западна Босна” (други назив за операцију „Козара”): 10. јун — 17. јула према Милетићу, а према Барићу и Шмидеру 10. јун — 18. јул. Истовремено, након тога, практично без транзиције, изведена је операција чишћења Западне Босне од партизана на међурјечју Уне и Сане и на подручју пута Приједор — Босански Нови — Босанска Костајница. Милетић извјештава да се у низу извора ова операција назива другим етапом тзв. „Козарска операција”. Датум завршетка ових војних дејстава према Цолићу је 30. јула 1942. (цио период од 10. јуна до 30. јула 1942. представљен је као период операције Хавер или Козарске офанзиве), док су, према Шмидеру, ова војна дејства вођена до 3. августа 1942. године.

### Етапе противпартизанских операција на Козари
Противпартизанске операције на Козари извођене су у четири етапе. У првој етапи, од 10. до 18. јуна, извршен је продор домобранских и њемачких трупа ка Приједору из правца Бање Луке и Босанског Новог и офанзива 1. горске пјешадијске дивизије на линију комуникације Босанска Дубица — Приједор. Током друге етапе, од 19. до 30. јуна, вођене су борбе за пут Приједор — Босанска Дубица и организовање егзодуса избјеглица на Козару. Трећа етапа обједињује два покушаја изласка из обруча, које је Други крајишки партизански одред преузео између 1. и 5. јула. Четврта етапа обухвата офанзиву њемачко-хрватских трупа преко Козаре и Просаре од 5. до 17. јула и чишћење територије западно од линије комуникација Приједор — Босанска Дубица од 20. до 30. јула 1942. године.

## Битка

### 10—18. јун
Операција „Западна Босна” почела је 10. јуна у 4.30 часова офанзивом двије борбене групе домобранских бригада у супротним правцима од Бање Луке и Босанског Новог. Истог дана, 3. горска пјешадијска бригада заузела је Приједор, а 12. јуна обје наступајуће групе сјединиле су се и одсјекле Други крајишки одред од партизанских снага које су се налазиле у рејону планине Грмеч. Тада је нападнута 1. крајишка бригада, која је потиснута на Грмеч. Остале борбене групе — „Сјевер”, „Исток” и „Југ” — повезале су својим дејствима батаљоне Другог крајишког одреда и успоставиле блокаду, спрјечавајући евентуални пробој партизана из рејона Козаре.
Тако је 12. јуна Козара била опкољена, а 14. јуна Нијемци и Хрвати почели су да сабијају обруч око Другог крајишког одреда. Исто дана домобранска 1. горска пјешадијска дивизија прешла је у офанзиву у правцу запада са линије Босански Нови — Босанска Костајница. Њој су се супротставиле 1, 2. и дио ударног батаљона Крајишког партизанског одреда. И поред жестоког отпора партизана, дивизија је 18. јуна заузела линију комуникације Приједор — Босанска Дубица, али је ту заустављена и увучена у тешке борбе, усљед чега је наредних дана операцију захватила криза.

### 19—30. јуна
У ноћи 18. на 19. јун ударни и 2. батаљон Другог крајишког одреда извршили су противнапад на непријатеља и током дводневних борби поразили 3. батаљон 2. горске пјешадијске бригаде у рејону Патрија и села Горњи Јеловац. Истовремено, 283 домобрана су заробљена, док је 60 погинуло. Око 5000 избјеглица изашло је из окружења кроз процијеп на непријатељским положајима. Јединице 1, 2. и ударног батаљона Другог крајишког одреда су 19. јуна опколиле 1. батаљон 1. горске пјешадијске бригаде у селу Поглеђево. Партизани су 20. јуна нападали окружење од 3 часа до 20 часова, покушавајући да ух униште, али су домобрани уз подршку артиљерије и авијације издржали јуриш и одступили са губицима. Усљед борби од 19. до 21. јуна 2. горска пјешадијска бригада одбачена је западно од пута Приједор — Босанска Дубица.
Наредних дана вођене су жестоке борбе на свим осталим секторима одбране Козаре, осим на сектору 3. батаљона. Непријатељ је извршио нападе у зону од села Паланчиште до Југовићевог брда, али је 23. на 24. јун одбачен противнападима 1, 2. и ударног батаљона. Истовремено, 3. батаљон 4. горске пјешадијске бригаде имао је 150 погинулих и 60 заробљених припадника. Њемачки извјештаји из овог периода говорили су о „урушавању фронта” и „нарастајућој паници” у домобранским јединицама. Губици домобрана 25. јуна износили су 235 погинулих и 521 нестао. Изгубљен је и велики број наоружања, укључујући 68 митраљеза. До 25. јуна Нијемци су снагама својих јединица обновили линију блокаде, али је успјех операције доведен у питање.
Од почетка операције „Западна Босна”, Други крајишки одред је водио борбена дејства, примјењујући тактику герилског ратовања. Непријатељ је дочекан на повољним положајима, у засједама или изненадним нападом по ноћи. Након наношења штете, партизани су или потиснули непријатеља или су се брзо повукли у пријетећој ситуацији. Дневне борбе су се водиле само по потреби. Када су њемачко-хрватске трупе затвориле обруч и успоставиле чврст фронт око Козаре, партизани су морали да одступе од своје тактике. Сада су концентрисали своје снаге на сектору гдје су се налазили рањеници и избјеглице, у правцу Козарца, Приједора и Босанске Дубице. Партизани су заузели доминантне висове и тврдоглаво их бранили, јер другог излаза није било.
Према оцјени историчара Владимира Зеленина:
Трагедија Козаре је била у томе што су партизани били принуђени да прихвате фронталне борбе које им је наметнуо непријатељ, а то је суштински противрјечило њиховој опробаној тактици — да одступају тамо гдје је непријатељ јачи и напредују тамо гдје је слабији или тако гдје не очекује напад. Неједнакост у снагама, оружју итд. била је превелика. Партизане је на одступање од овог правила приморало присуство десетине хиљада избјеглица — њихових рођака и пријатеља, којима је, ако партизани оду, пријетила сигурна смрт. И тако је, ипак, остала нада да ће непријатељ, можда, издахнути, одступити или ће негдје бити могуће пробити обруч и заједно са свим избјеглицама отићи у други крај. Овим надањима ипак није било суђено да се остваре. Када је нацистима постало јасно да усташе саме не могу изаћи на крај с Козаром, у дејство су ступиле њемачке трупе.
Послије извјештаја генерала Штала о немогућности повјерења у офанзиву домобранских бригада, њемачка команда је морала да одустане од стезања обруча истовременим дејствима на југу и западу. Да би обезбједио даљи успјех операције, генерал Бадер је био принуђен да иде на невиђено слабљење снага у Србији и пребаци четири батаљона и штаб пука 714. пјешадијске дивизије на подручје Козаре 23—26. јуна, гдје је из њиховог састава образована борбена група „Боровски”. Тиме је њемачки контингент операције више него удвостручен. Јужна група је 28. јуна почела постепено напредовање ка гребенима Козаре. Група „Боровски” је 1. јула преузела команду над трупама западног сектора операције и попуњена је 1. четом 1. батаљона 202. тенковског пука.

### 1—5. јул
Ступањем у операцију нове њемачке борбене групе положај Другог крајишког одреда се погоршао. Непријатељ је стиснуо обруч и изложио опкољене сталној артиљеријској ватри и ударима авијације. Партизанске јединице, нарочито 1, 2. и ударни батаљон, били су изузетно изморени од двадесетодневних борби. Дејства одреда отежавало је око 500 рањених партизана и 75.000 избјеглица. Ситуација је погоршана растућом несташицом хране, лијекова и муниције. Оперативни штаб Народноослободилачке партизанске и добровољачке војске Југославије (НОП и ДВЈ) у Босни покушао је да помогнем свом опкољеном одреду и одврати непријатеља нападима 1. крајишке бриде и 1. крајишког партизанског одреда на Босанску Крупу (20. јуна), Сански Мост (27. јуна), Добрљин (3. јула) и друга насељена мјеста и линије комуникације у долини ријеке Уне и Сане, али ове мјере нису донијеле жељене резултате. Командант снага противпартизанске операције није дозволио да се укључене јединице одврате од главног циља. Због заоштравања ситуације, команда партизана је одлучила да копа подземна скровишта за смјештај рањеника и складиштење. Када је настала опасност од цијепања одреда на два дијела и више није било могуће отклонити такву пријетњу, на састанку команде Другог крајишког одреда, одржаном 2. јула на Мраковици, одлучено је да се крене у пробој.
Пут преко Саве у Славонију оцијењен је као немогућ. Није било чамаца. Осим тога, ријеку су контролисали мађарски монитори, а оближњом пругом од Окучана до Јасеновца стално је ишао њемачки оклопни воз. Искључена је и могућност изласка из окружења у правцу Мотајице и средње Босне. Након процјене свих опција и извиђања, одлучено је да се пробије у правцу Ламовита, затим до села Марићка и даље до Подгрмеча. У ноћи 3. на 4. јул почео је пробој преко пута Дубица — Приједор у правцу Доњи Јеловац — Крива Ријека. Пробојну групу чинили су 1, 2, 3. и ударни батаљон. Пробој је организован на брзину. Интеракција јединица није обезбијеђена. Трећи батаљон је након пријеђених 30 км пришао тек почетку операције, није се оријентисао на терену и није имао времена да се припреми за јуриш на непријатељске положаје. Усљед тога су 1. и ударни батаљон пробили правац Патрија — Планиница — Јутрогошта. Напади преосталих батаљона били су неуспјешни. Око 10 хиљада избјеглица и дио штаба партизанског одреда (без оперативног одјељења) изашао је из обруча кроз пробој ширине од 2 км, заједно са два батаљона. Убрзо су Нијемци повукли резерве и затворили обруч.
Покушај пробоја 2, 3. и 4. батаљона догодио се у ноћи са 4. на 5. јул и представљао је врхунац битке на Козари. Ратни извјештач Вермахта Курт Нехер изнио је своју визију пробоја:
Сада отпочиње оно најстрашније што свакоме од нас леди крв у жилама када први пут чује о томе. Једна жена дуго и јако узвикује позив на јуриш, а затим стотине живих лешева прихвата њен борбени поклич: мушкарци, жене и дјеца животињском упорношћу насрћу на наше положаје. Урлик масе подсјећа на урлик ванземаљских бића који, у борби за голи живот, попут чопора крволочних звијери, покушавају да се пробију кроз обруч људи и ратне технике… Мушкарци надиру у таласима, спремни на самоуништење, не размишљају ни о чему…
Кроз њемачке баријере пробијали су се 1. чета 2. батаљона, група војника из њене 2. и 3. чете, 2. чета 3. батаљона, група војника 1. чете 3. батаљона, група војника 4. батаљона 1. крајишке бригаде. Ова борба је постала најжешћа и најкрвавија од свих током битке. Дакле, 3. чета 3. батаљона кренула је у напад са 150 људи, а изашла је из борбе са 30 људи. Већина 2, 3. и 4. батаљона, оперативно одјељење штаба и дио 4. батаљона 1. крајишке бригаде остали су у окружењу. Партизани који су преживјели битку, укључујући и рањене, повукли су се дубоко у планине, јер више нису могли да обуздају налет непријатеља. Слиједиле су избјеглице. На планини Живодер 6. јула се окупило 400—500 бораца и подијелило у групе, с циљем појединачног изласка из обруча или да се заклоне док Нијемци чешљају територију Козаре.

### 5—17. јул
Офанзива борбене групе „Боровски” почела је 5. јула с линије блокаде на сјеверозападу и југу општим правцем Козарац — Мраковица — Орахова — ријека Сава. Њемачке трупе су прочешљале подручје, вршећи покоље над затвореницима и заробљеним избјеглицама. Први и ударни батаљон са преосталим борцима Другог крајишког одреда, око 800, који су изашли из обруча, окупили су се у рејону насеља Пастирево, Сводна и Планиница, након чега су блокирали пут Приједор — Босански Нови ради осигурања проласка избјеглица на подручје села Сводна и Подгрмеч. Одред је 15. јула предахнуо у рејону села Витасовци, Радомировцац и Миска Глава, гдје га је 18. јула напао непријатељ и пресјекао на два дијела. Ударни батаљон (без једне чете) био је принуђен да се повуче јужно од села Сухача. Први батаљон и чета ударног батаљона пробили су се преко ријеке Сане до Пастирева.
Прије пробоја Другог крајишког одреда, рањени партизани су били сакривени из околине у подземном скровишту, који су ископани на брзину и прилично непрофесионално. Камуфлажа је била недовољна, па их је непријатељ открио пажљивим чешљањем терена и уз помоћ паса трагача. Пронађене рањенике убиле су њемачке и хрватске трупе. Заробљене избјеглице слали су у логоре или убијали на лицу мјеста. Неки од бораца и цивила успјели су да избјегну заробљавање скривајући се у шумама или у подземним скровиштима.
Од почетка 1942. документи Главног штаба Домобранства (хрв. Glavni stožer Domobranstva) садрже податке о стријељању заробљених партизана: 6. јула припадници борбене групе „Боровски” стријељали су 23 партизана, 8. јула — 55, а истог дана 50 партизана предало се источној групи блокираној на Козари. Генерал Штал је 14. јула поново наредио стријељање након испитивања партизана и оних који су им помагали. У дневном извјештају Главног штаба Домобранства од 15. јула 1942. наводи се да снаге операције на Козари наилазе на слаб отпор, као и стријељање 59 партизана и заробљавање четворице. Истовремено им је одузето 29 пушака. Несклад између броја трофеја и стријељаних, према историчару Никици Барићу, указује на присуство цивила међу убијенима, а разлика између „правих” партизана и остатка становништва, нарочито младих, био је нејасан појам за њемачке војнике и домобране. Дневни извјештај Главног штаба Домобранства за 18. јул 1942. извјештава о успјешном завршетку операције на Козари и Просару претходног дана: укупан број убијених паризана био је 3.397, а још 250 је стријељано након испитивања. Такође даје податке о стријељању 294 партизана у извиђању на подручју сјевероисточно од Приједора.
Наређењем за борбену групу „Боровски” од 18. јула 1942. најављен је завршетак операције на подручју Козаре и Просаре. Према њеном тексту, успјешно дејство групе је оцијењено као огромно. Непријатељ је уништен или заробљен, са изузетком мањих група које су успјеле да се пробију из обруча. Уз мање сопствене губитке, група „Боровски” је уништила преко 1.500 партизана, а велики број је заробљен. Партизанске касарне и колибе су уништене. Цјелокупно становништво с окружене територије је исељено и извршено је темељно чишћење. Из партизанских складишта и склоништа заробљен је већи број тешких и лакших митраљеза с прибором, пушкама, ручним бомбама, муницијом и другом опремом.

### 20—30. јул
Операција „Западна Босна” је званично завршена 18. јула. Међутим, чишћење Козаре је настављено. Њемачке и хрватске трупе прегруписале су снаге од 18. до 21. јула и заузеле почетне положаје у долини Сане од Приједора до Босанског Новог и у долини Уне од Босанског Новог до Босанске Дубице. Након тога борбена група „Боровски”, састављена од ојачаног 734. пјешадијског пука 704. пјешадијске дивизије и 1. горске пјешадијске дивизије Домобранства, започела је поновно чишћење терена западно од линије Босанска Дубица — Приједор. Током ових дејстава, 1. батаљон и чета ударног батаљона Другог крајишког одреда поново су опкољени код села Пастирево, али су у ноћи 26. на 27. јул кренули ка Козари.
Њемачка амбасада у Загребу је 23. јула извијестила Берлин да је током операције на Козари убијено 3.500 партизана од око 5.000 колико их је овдје дјеловало прије почетка операција. Заробљено је, изведено пред војни суд и стријељано 300 људи. Каснији документи говоре да је између 24. јуна и 23. јула 1942. борбена група „Боровски” у казнене сврхе убила 6.589 партизана, рањено 423, а стријељано 777. Војне власти у Босанској Дубици прогласиле су партизанима и стријељале 2.400 омладинаца заробљених на Козари, а 800 у Босанској Градишци. Према извјештају Обласног комитета КПЈ у Босанској Крајини од средине августа 1942, њемачке и хрватске трупе су на крају операције извршиле масовна стријељања и убиства становништва Козаре, нарочито чланова народноослободилачких комитета, комуниста и омладинаца способних за војну службу. Према процјенама обласног комитета КПЈ у Босанској Крајини, број жртва био је око 10—15 хиљада људи (историчар Никица Барић сматра ове податке претјераним).
Стријељање партизана је настављено почетком августа 1942. године. Тако је обавјештајно одјељење борбене групе „Западна Босна” затражило од команде 2. жандармског пука у Бањој Луци да 2. августа стријеља 49 партизана који су заробљени током операције на Козари.
Према дневним извјештајима Главног штаба Домобранства, у њемачком логору у Земуну су масовно слати осумњичени партизани: до 15. јула — 2.374 особе, 15. јула — 555 особа, 16. јул — 904 особе, 28. јула — 985 особа. Према непотпуним извјештајима, број депортованих у Земун је 4.818, а процјењује се да их има око 10.000. Од тога је велики број затвореника преминуо од болести, глади и услова притвора. Средином августа, њемачке окупационе власти у Србији обратиле су се генералном конзулату НДХ у Београду са захтјевом за одвођење 3.457 инвалида земунских затвореника старијих од 50 година, међу којима и оних у седамдесетим и осамдесетим годинама, као и 537 дјечака од 9 до 14 година. У септембру су власти НДХ примиле око 2.900 затвореника с Козаре и превезле их жељезницом у логор Јасеновац. Превоз је трајао неколико дана, током којих људи нису добила ни храну ни воду. Усљед тога, око 500 људи је преминуло у путу, а остали су ликвидирани у логору.

## Каснији догађаји
Јединице Другог крајишког партизанског одреда, који су се пробили из обруча, подијељени су под утицајем фактора војне ситуације и током јула смјештени у посебне јединице на Подгрмечу и Козару. Ситуација групе јединица која је изашла из обруча приликом другог продора 4. на 5. јул (1. чета 2. батаљона, 2. чета 3. батаљона и др.) карактерише извјештај секретара Окружног комитета КПЈ за оперативно подручје Козаре Бранка Бабича од 18. јула 1942. команданту одреда Обраду Стишовићу. Групу је чинило око 300 људи. Према извјештају, морал партизана је нешто опао, с изузетком појединаца. У вези с тим, Бабич је написао: „Зато немојте слати овамо партизане који су деморалисани, јер су само на терету. Ми за сада не можемо примити борбе са непријатељем због ситуације и партизана који су прилично деморалисани. До сада смо прикупили око 25 рањеника,
смјестили их у двије бараке, даље се води брига око њих. Раде Кондић је исто
на сигурном мјесту. Рањеници IV батаљона пронађени су и сви поубијани. За рањенике из III батаљона још не знамо.” Документ такође извјештава о неутврђеној судбини већине чланова штаба након што су опкољени остаци одреда подијељени у групе на планини Живодер.
Током јула, групе и поједини припадници одреда, који су преживјели њемачко-хрватско чишћење терена, одлазили су на сабирне пунктове, међу којима су били чланови штаба Јосип Мажар, Ратко Вујовић и други.
НОП и ДВЈ у Босни је до 31. јула окупио све јединице Другог крајишког партизанског одреда, са изузетком ударног батаљона који је 2. августа ушао у састав Друге крајишке ударне бригаде, и приступио њиховој реорганизацији. До 19. августа одред није изводио борбена дејства. Приликом војне смотре 19. августа на Палежу (један од врхова Козаре) у свом саставу је имао 900 бораца.
Одред је 27. августа обновио борбену активност. Други крајишки партизански одред је 22. септембра на Палежу реорганизован у 5. крајишку козарску ударну бригаду јачине 1.100 припадника.
Политика депортације српског становништва и покушаји да се оно замијени лојалним Хрватима — католицима и муслиманима — нису довели до дугорочног успјеха. У будућности, Вермахт је био приморан да напусти ову праксу. И поред претрпљених губитака, партизани Козаре су успјели да попуне своје редове захваљујући добро организованом политичком раду са становништвом и наставе учешће у народноослободилачкој борби.

## Исход
Битка на Козари постала је једна од најкрвавијих и најдраматичнијих партизанских борби Народноослободилачког рата у Југославији. Резултати операције „Западна Босна” надмашили су све досад постигнуте у противпартизанским акцијама на територији Хрватске. Партизани су претрпели најтежи пораз од гушења устанка у Србији у јесен и зиму 1941. године.
На Козари су Вермахт и усташе први пут на подручју окупиране Југославије прибјегли систематском чишћењу територије од српског живља. Током противпартизанске операције депортовано је на десетине хиљада српских цивила, углавном у њемачке и хрватске концентрационе логоре у Земуну, Старој Градишци, Јасеновцу и другим мјестима, а мање у села Славоније. Истовремено, људи су убијани у маршу на путу до својих одредишта, умирали су у логорима од глади, болестима и лоших услова. Осим тога, радно способне жене су послате у Рајх, а мушкарци на сјевер окупиране Норвешке. Дјеца депортованих и убијених родитеља смјештена су у дјечије логоре (Јастребарско и Сисак), гдје су многи умирали од глади, хладноће и болести због немара управе.
Губици Другог крајишког партизанског одреда у бици на Козари износили су више од половине људства, док тачан број погинулих партизана није утврђен. Југословенска историографија даје податке о погибији око 1700 бораца.
Током њемачко-хрватске противпартизанске операције на Козари од 10. јуна до 30. јула 1942, окупаторске снаге убиле су око 20.000 мјештана, а депортовано је 68.600 људи, међу којима је било 23.500 дјеце. Од тога се на Козару није вратило око 35.000 људи, међу којима 11.000 дјеце до 14 година. Изасланик Вермахта у Хрватској генерал Едмунд Глез фон Хорстенау о резултатима операције „Западна Босна” је рекао: „У љето смо очистили Козару, да тако кажем, до посљедњег човјека, као и до посљедње жене и дјетета.”

## Насљеђе
У историји Народноослободилачке борбе у Југославији, битка на Козари је симбол отпора, храбрости и страдања. Тема битке се огледа у југословенској кинематографији, играној и историјској књижевности, монументалној умјетности и фолклору.
Трагични догађаји битке приказани су у југословенском играном филму „Козара” из 1962. године. Тема битке представљена је у причи српског и југословенског писца и пјесма Бранка Ћопића „Битка на Козари” (1946), као и у његовој пјесми „Ој, ђевојко, драгај душо моја…”, која је у Совјетском Савезу објављена 1955. по преводу Дмитрија Кедрина. Роман „Козара” Младена Ољаче објављен је 1966. године, док је у Совјетском Савезу превод на руски издат 1970. године. Књига Мирка Пекића и Драгутина Ћургуза „Битка на Козари” објављена је 1968. године. Студија о догађајима битке изложена је у зборнику радова историчара „Козара у народноослободилачкој борби и социјалистичкој револуцији (1941—1945)”, објављеном 1980. године.
У знак сјећања на козарску епопеју 1971—1972. на врху Мраковица у Националном парку Козара изграђен је меморијални комплекс, који се састоји од споменика Револуцији, спомен-зида и музеја. Споменик Револуцији је рад вајара Душана Џамоње.
У фолклору се развио козарски еп, представљен у широкој пјесничкој теми ратног времена. Ове пјесме славе побједу и одају почаст губицима без жалости за палим јунацима. Међу козарским пјесмама преовлађују весели, борбени двостих, изведени у традицији козарског хорског пјевања (Козарачко коло). Ријечи пјесмама су бодриле и позивале на нове битке. Великим жртвама битке посвијећена је пјесма „Ој Козаро, не треба ти кише, хероји те крвљу натопише.” Једна од најпопуларнијих пјесама је „Ми смо браћа испод Козарице, гдје не рађају мајке издајице.” У пјесми „Ој Козаро, густа шумо у теби је војске пуно”, Козара је стјециште, борбени, неосвојени бастион. О козарским дјевојкама и женама — партизанкама, које су заузеле мјеста мушкараца, пјесма каже: „Ми смо секе испод Козарице.” И, на крају, по дефиницији филолога Милана Бодироге, палом народном хероју Младену Стојановићу је посвјећена пјесма са најљепшим ријечима: „Ој Младене, наш Младене, по Козари цвијеће вене.”
Поште Српске су 2017. издале серију поштански марки посвјећених 75. годишњици битке на Козари.
За вријеме предизборне кампање током избора за предсједника Аустрије 1986. откривено је да је Курт Валдхајм, бивши генерални секретар УН у периоду 1972—1981, као старији поручник учествовао у овој бици на страни Нијемаца, и да је на препоруку генерала Фридриха Штала од Анта Павелића 9. септембра 1942. одликован сребрном колајном круне краља Звонимира са храстовим гранчицама. Податак о овом одликовању се налазио у Архиву Хрватске у фонду „Жупанство при поглавнику — Уред за одликовања Независне Државе Хрватске”, а пронађен је 5. марта 1986. У њему је наведено да је Валдхајм одликовање добио поводом „храброг држања у борбама против побуњеника у западној Босни у прољеће и љето 1942. године”. ЦИА је 11. јула 1986. на основу њемачких и хрватских података направила извјештај, са ког је током 2000-их скинута ознака повјерљивости, да је од 20.000 њемачких војника који су учествовали у бици, то одликовање са храстовим гранчицама добило само 3 њемачких официра. Министарство правде Сједињених Држава је 9. априла 1987. направило свој извештај о Валдхајму, у коме су навели да, упркос томе што он није био на главнокомандујућим положајима, био је други по команди у свом одсјеку јединице која је учествовала и у самој бици, и у каснијем слању заробљеника у логоре и на принудни рад. Извјештај министарства правде је такође потврдио да је орден круне краља Звонимира са храстовим гранчицама веће вриједности од обичног ордена круне, и да у складу с тиме није био додијељен великом броју војних лица после битке на Козари.